# Čínská menšina na Novém Zélandu
Čínští Novozélanďané (zjednodušená znaky: 新西兰华人; tradiční znaky: 新西蘭華人; pchin-jin: Xīnxīlán huárén) jsou Novozélanďané čínského původu. Jedná se o nejpočetnější podskupinu asijských Novozélanďanů, přičemž mnoho čínských přistěhovalců pochází z pevninské Číny, Hongkongu, Tchaj-wanu nebo jiných zemí, kde žije početné zastoupení jedinců z čínské diaspory. Dnešní skupinu čínských Novozélanďanů tvoří také diaspory etnických Číňanů z Indonésie, Malajsie, Kambodže, Vietnamu a Singapuru. V roce 2018 tvořili novozélandští Číňané 4,9 % obyvatel Nového Zélandu a jsou největší asijskou etnickou skupinou na jeho území, která představuje 36,3 % asijských Novozélanďanů.
V 60. letech 19. století sem přišli během zlaté horečky přistěhovalci z Kuang-tungu. Díky tomuto historickému přílivu je v Dunedinu stále výrazná čínská komunita, jeden jeho bývalý starosta Peter Chin byl čínského původu. Většina novozélandských Číňanů však žije na Severním ostrově a jsou z rodin, které se sem přistěhovaly v mnohem bližší minulosti. Číňané se na Novém Zélandu v minulosti potýkali s tvrdou diskriminací, a to různými způsoby, od daně z hlavy až po rasistické násilí. V roce 2002 se novozélandská vláda Číně veřejně omluvila za rasismus, kterého se dostalo etnickým Číňanům na Novém Zélandu. Číňané, jejich kultura a kuchyně měli na moderní Nový Zéland zásadní vliv a dnes jsou považováni za neoddělitelnou a určující součást bohaté a rozmanité kultury země. Čínský nový rok se hojně slaví po celé zemi, a přestože již neexistují tradiční čínské čtvrti, oblasti s hustým výskytem etnických Číňanů existují v Aucklandu, Wellingtonu, Christchurchi a Dunedinu. Mandarínština je čtvrtým nejpoužívanějším jazykem na Novém Zélandu, zatímco různé dialekty čínštiny tvoří druhou nejpoužívanější skupinu jazyků na Novém Zélandu. Mnoho slavných a inovativních Novozélanďanů má čínské předky, například Roseanne Liang, Meng Foon, Bic Runga, Michelle Ang, Augusta Xu-Holland, Boh Runga, Renee Liang, Rose Lu, Chris Tse a Brent Wong.

## Demografie
Při sčítání lidu na Novém Zélandu v roce 2018 se k čínskému etniku přihlásilo 247 770 osob, což představuje 5,3 % novozélandské populace. Je to o 76 359 osob (44,5 %) více než při sčítání lidu v roce 2013 a o 100 200 (67,9 %) více než při sčítání lidu v roce 2006. Část nárůstu mezi sčítáním v roce 2013 a 2018 byla způsobena tím, že statistický úřad Nového Zélandu přidal k údajům ze sčítání v roce 2018 údaje o etnické příslušnosti z jiných zdrojů (předchozí sčítání, administrativní údaje a imputace), aby snížil počet nezodopovídajících.
Bylo zde 116 220 mužů a 131 553 žen, poměr pohlaví 0,883 mužů na jednu ženu. Průměrný věk byl 33,1 let, 48 633 osob (19,6 %) bylo mladších 15 let, 61 002 (24,6 %) ve věku 15 až 29 let, 114 510 (46,2 %) ve věku 30 až 64 let a 23 625 (9,5 %) ve věku 65 a více let.
Z hlediska rozložení obyvatelstva žije 69,1 % novozélandských Číňanů v regionu Auckland, 18,9 % na Severním ostrově mimo region Auckland a 11,9 % na Jižním ostrově. Nejvyšší koncentrace Číňanů je v oblasti Howick local board v Aucklandu (25,6 %), následuje oblast Upper Harbour local board (23,6 %) a oblast Puketāpapa local board (16,5 %). Nejvyšší koncentraci Číňanů mimo Auckland vykazují města Wellington (6,3 %) a Hamilton (5,8 %). Nejnižší koncentrace Číňanů byla zaznamenána v okresech Buller a Central Hawke's Bay (0,3 %).
Podíl Číňanů narozených v zahraničí činil 73,3 %, ve srovnání s 27,1 % u všech etnik. Více než polovina (58,3 %) osob narozených na Novém Zélandu je mladší 15 let. Většina novozélandských Číňanů pochází z pevninské Číny, třetinu všech přistěhovalců tvoří Tchajwanci a deset procent pochází z Malajsie. Zbytek čínských přistěhovalců na Nový Zéland přišel ze Singapuru, Hongkongu, Vietnamu a Indonésie.

### Jazyk
Angličtina je zdaleka nejrozšířenějším jazykem mezi asijskou populací žijící na Novém Zélandu. Nicméně dalším nejrozšířenějším jazykem po angličtině na Novém Zélandu byla jüe neboli kantonština (16 % Asiatů s vlastním jazykem) a severní čínština/mandarínština (12 %). Někteří čínští Novozélanďané také mluví malajsky a indonésky, což je způsobeno malým přílivem čínských přistěhovalců z jihovýchodní Asie.

### Náboženství
| Náboženství                      | %      |
| -------------------------------- | ------ |
| buddhismus                       | 5,9 %  |
| křesťanství (blíže nedefinováno) | 5,9 %  |
| katolicismus                     | 3,6 %  |
| bez vyznání                      | 70,3 % |
| odmítli odpověděť                | 4,7 %  |

Zdroj: Sčítání lidu 2018

## Historie

### První přistěhovalci (1865-1945)
Appo Hocton (čínské jméno: 王鶴庭) byl prvním zaznamenaným čínským emigrantem na Novém Zélandu, který přijel do Nelsonu 25. října 1842. První významná imigrace na Nový Zéland se uskutečnila na základě dvou pozvánek z novozélandské zlatokopecké oblasti Otago pro potenciální zlatokopy z Kuang-tungu v roce 1865. Tyto původní zlatokopecké komunity byly diskriminovány kvůli rasistické ideologii a ekonomické konkurenci, kterou představovaly imigranti pro Evropany. Ačkoli se mnozí domnívají, že existovala politika "White New Zealand" podobná té australské, Nový Zéland takovou politiku nikdy otevřeně neschvaloval a byl otevřený přistěhovalectví z tichomořských ostrovů již od své rané historie. Avšak v 80. letech 19. století otevřeně sinofobní politická ideologie, zejména v silně čínsky osídleném městě Dunedin, vyústila v novozélandskou daň z hlavy, známou také jako "Poll Tax", zaměřenou právě na čínské přistěhovalce. Následovalo rasistické násilí vůči Číňanům na Novém Zélandu, například tragická vražda Joe Kum Yunga bělošským supremacistou Lionelem Kerrym. K tomuto útoku došlo 24. září 1905 na ulici Haining Street v Te Aro ve Wellingtonu, v centru kdysi velké čínské čtvrti. Navzdory oficiálním překážkám se Číňanům v tomto období stále dařilo rozvíjet své komunity a jejich počet se zvýšil, když bylo těsně před druhou světovou válkou povoleno přicestovat některým uprchlíkům - manželkám a dětem z provincie Kuang-tung.
Novozélanďané čínského původu bojovali za Nový Zéland také ve druhé světové válce. Během první světové války se Cecil Alloo stal prvním důstojníkem čínského původu v novozélandských ozbrojených silách. Řetězová migrace z Kuang-tungu pokračovala až do doby, kdy nový komunistický čínský režim emigraci zastavil. Tato původní skupina kantonských migrantů spolu s jejich potomky jsou na Novém Zélandu označováni jako "stará generace" Číňanů a v současné době tvoří menšinu v rámci celé čínské populace.
Vláda Johna Halla přijala zákon o čínském přistěhovalectví z roku 1881. Ten ukládal daň 10 liber za každého Číňana vstupujícího na Nový Zéland a povoloval pouze jednoho čínského přistěhovalce na každých 10 tun nákladu. Vláda Richarda Seddona v roce 1896 zvýšila daň na 100 liber na osobu a zpřísnila další omezení na pouze jednoho čínského přistěhovalce na každých 200 tun nákladu.

### Po druhé světové válce (1945-1999)
Etnické čínské komunity z jiných zemí než z Číny se na Novém Zélandu začaly usazovat mezi 60. a 80. lety 20. století. Patřili k nim etničtí čínští uprchlíci z Kambodže, Vietnamu a Laosu po konfliktech a otřesech v těchto zemích; profesionální migranti ze zemí Commonwealthu (tj. anglicky vzdělaní) z Hongkongu, Singapuru a Malajsie; a samojštíČíňané v rámci významné pracovní migrace z Tichomoří v 70. letech 20. století.
V letech 1987 až 1996 došlo k zásadní změně přistěhovalecké politiky Nového Zélandu, která vedla k výraznému přílivu etnických Číňanů z řad podnikatelů, investorů a migrantů na profesionálních pracovních pozicích, zejména z Hongkongu a Tchaj-wanu. V tomto období došlo k celkovému nárůstu migrace z Asie, včetně dalších Číňanů z východní a jihovýchodní Asie. Novozélandský imigrační systém stále více pociťoval dopad celosvětových událostí, jako byly protesty na náměstí Nebeského klidu v roce 1989 a nepokoje v Indonésii v květnu 1998, kterými bylo mnoho Číňanů zasaženo.